# Yastreb Island
Yastreb Island (englisch; bulgarisch остров Ястреб ostrow Jastreb, deutsch ‚Falkeninsel‘) ist eine größtenteils vereiste, in westsüdwest-ostnordöstlicher Ausrichtung 934 m lange und 317 m breite Insel in der Gruppe der Dannebrog-Inseln im Wilhelm-Archipel vor der Graham-Küste des Grahamlands auf der Antarktischen Halbinsel. Sie liegt 478 m südöstlich von Lamantin Island, 1,26 km westsüdwestlich von Meduza Island und 115 m nördlich von Tigan Island.
Britische Wissenschaftler kartierten sie 2001. Die bulgarische Kommission für Antarktische Geographische Namen benannte sie 2020 deskriptiv, da sie in ihrer Form entfernt an einen Falken erinnert.